# Papyrus Oxyrhynchus 3522

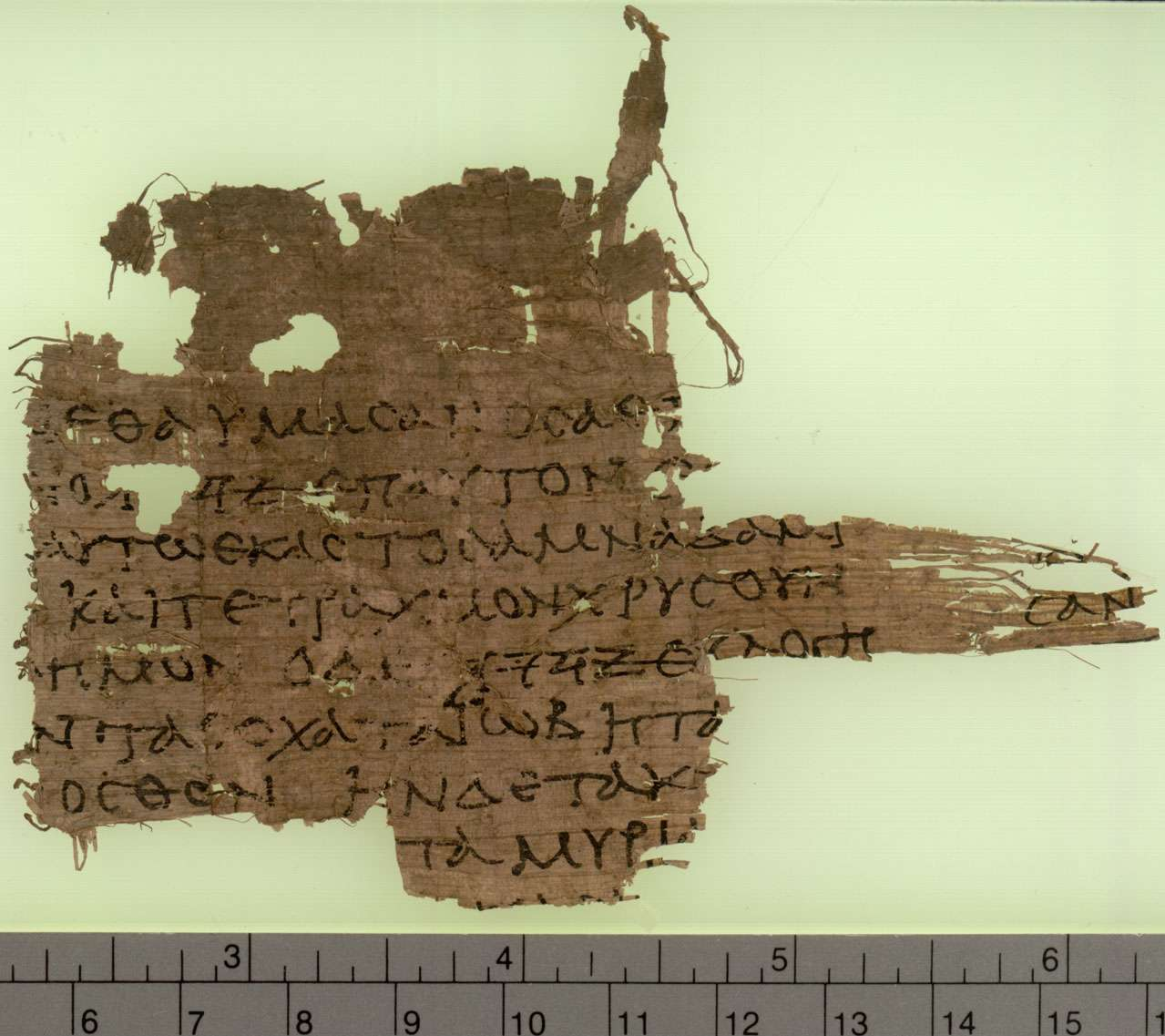
POxy3522

Manuskriptet Papyrus Oxyrhynchus 3522 (även P.Oxy.L 3522; : Rahlfs 857) är ett Septuagint-manuskript (LXX) från Job, vilket påträffades i Oxyrhynchus. Rahlfs-numret är 857. Paleografiskt dateras handskriften till det första århundradet f.Kr. P.Oxy.L 3522 bevaras i Sackler library i Oxford.
Detta manuskript har namnet Gud YHWH i paläo-hebreiska skrift ().

## Text
Den grekiska texten enligt Anthony R. Meyer:
κ]αι εθαυμασαν οσα επ[ηγα

γε]ν ο  επαυτον εδ[ωκε

δε ]αυτω εκαστος αμναδα μι

αν] και τετραχμον χρυσουν

α]σημον ο δε  ευλογη

σ]εν τα εσχατα ϊωβ η τα [εμ

π]ροσθεν ην δε τα κτ[ηνη

αυτου προβα]τα μυρια[ τε